# Эваниоиды
Эваниоиды (лат. Evanioidea) — надсемейство подотряда стебельчатобрюхие отряда перепончатокрылые насекомые (Hymenoptera). Включает около 1100 описанных видов, распространенных по всему миру, включая около 100 вымерших видов. Большинство видов мелкие (от 2 до 7 мм). Хотя это надсемейство считалось искусственным (например, Gauld & Bolton 1996), молекулярные данные подтвердили его монофилию (Dowton et al. 1997). Все члены Evanioidea имеют необычное прикрепление брюшка высоко на проподеуме грудки.

## Биология
Evaniidae — эндопаразиты тараканов (Dyctioptera: Blattaria), таких как Periplaneta, Blatta, Ectobius, Loboptera и др. Самки наездников откладывают свои яйца в оотеку тараканов. Семейство Gasteruptiidae паразитирует на пчелах и осах. Aulacidae — эндопаразиты пилильщиков (Xiphydriidae) и жуков (Cerambycidae и Buprestidae).

## Классификация
Выделяют 3 современных семейства. Ранее это надсемейство сближали или даже включали в состав других групп наездников: Ichneumonoidea, Stephanidae, Monomachidae, Braconidae: Cenocoeliinae, Pelecinidae, Trigonalyidae, Megalyridae и Roproniidae (Kieffer 1912, Bradley 1908).
Надсемейство и некоторые семейства признаны монофилетичными (Evanioidea, Anomopterellidae, Othniodellithidae, Andreneliidae и Evaniidae), а часть парафилетичными (Praeaulacidae, Aulacidae, Baissidae и Gasteruptiidae).

## Семейства
- Aulacidae — 300 видов
  - Aulacus (83)
  - Panaulix (2)
  - Pristaulacus (174)
  - Vectevania (1)
- Evaniidae — 20 родов (и ещё более 10 ископаемых), 550 видов
  - Brachygaster (20)
  - Evania (138)
  - Hyptia (64)
  - Semaeomyia (38)
  - Zeuxevania (9)
- Gasteruptiidae — 500 видов (паразиты пчел и ос)
  - подсемейство Gasteruptiinae
    - Gasteruption (400 видов)
    - Plutofoenus Kieffer (Южная Америка, юг)
    - Spinolafoenus Macedo, 2009 (Чили)
    - Trilobitofoenus Macedo, 2009 (Центральная и Южная Америка)

  - подсемейство Hyptiogastrinae
    - Hyptiogaster
    - Pseudofoenus
- † Andreneliidae
- † Anomopterellidae
- † Baissidae
  - † Heterobaissa apetiola
- † Praeaulacidae